# سیتریکس
سیتریکس، (به انگلیسی: Citrix) شرکت نرم‌افزار آمریکایی است، که در زمینهٔ ارائهٔ خدمات سرورها و شبکه‌های رایانه‌ای، سامانه‌های کنترل از راه دور رایانه و رایانش ابری، همچنین ارائه نرم‌افزارهای شناسایی یگانه، سرورهای کاربردی، ترمینال رایانه، نرم‌افزارهای مالکیتی، نرم‌افزارهای مجازی‌سازی و مجازی‌سازی شبکه فعالیت می‌نماید. 

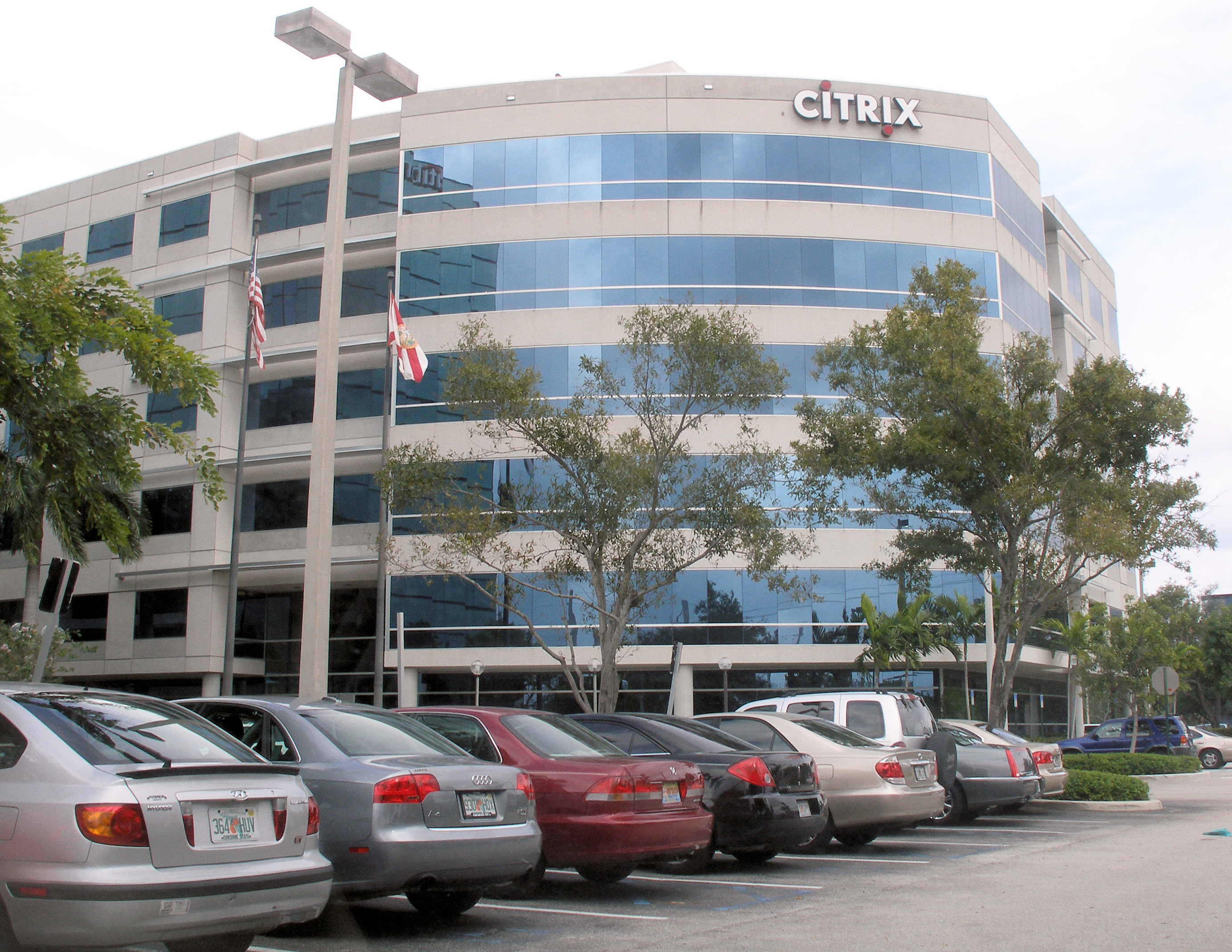
ساختمان مرکزی سیتریکس

شرکت سیتریکس در سال ۱۹۸۹ توسط یکی از کارکنان شرکت آی‌بی‌ام بنام اد یاکوبوچی، در ریچاردسون، تگزاس، با سرمایه اولیه ۳ میلیون دلار، راه‌اندازی شد.
دفتر مرکزی این شرکت در شهر فورت لادردیل، فلوریدا، ایالات متحده آمریکا قرار دارد و سهام آن در بازار بورس نزدک معامله می‌شود و جزئی از شاخص نزدک-۱۰۰ به‌شمار می‌آید.
در حال حاضر شرکت سیتریکس به بیش از ۳۳۰۰۰۰ سازمان در سراسر جهان خدمات ارائه می‌دهد. مرکز اصلی آن در فلوریدای آمریکا است. واحدهای عملیاتی تابع آن در کالیفرنیا و ماساچوست و مراکز توسعهٔ آن نیز در استرالیا، انگلیس، کانادا و هند قرار دارند.

## تاریخچه
نام اولیه شرکت سیتریکس، سیتروس (Citrus) بود و نام کنونی آن از ترکیب Citrus و UNIX به دست آمده‌است. بسیاری از پایه‌گذاران سیتریکس در پروژه‌ای به نام OS/2 در شرکت IBM مشارکت داشتند. دیدگاه یاکوبوچی این بودکه OS/2 ویژگی multiuser support داشته باشد اما IBM این ایده را نپذیرفت. به همین دلیل یاکوبوچی IBM را ترک کرد. در ابتدا به یاکوبوچی سمت مدیر ارشد بخش فنی گروه شبکه شرکت مایکروسافت پیشنهاد شد. این پیشنهاد سبب شد تا تأسیس شرکت او به تعویق بیفتد. اما سرانجام او شرکت سیتریکس را تأسیس کرد.
راجر رابرتس در سال ۱۹۹۰ به عنوان مدیر عامل این شرکت انتخاب شد. پیش از این او در Texas Instruments کار می‌کرد. اولین محصول شرکت سیتریکس، Citrix Multiuser بود که به دلیل پشتیبانی نکردن مایکروسافت از آن موفق نبود. در فاصله سال‌های ۱۹۸۹ تا ۱۹۹۵ این شرکت سودده نبود و درآمدی نداشت. در بازه سال‌های ۱۹۹۱ تا ۱۹۹۳ چند سرمایه‌گذار و هم چنین شرکت مایکروسافت و اینتل در شرکت سیتریکس سرمایه‌گذاری کردند. اگر این سرمایه‌گذاری‌ها نبود شرکت سیتریکس نمی‌توانست به کار ادامه دهد.

## دستاوردها
در سال ۱۹۹۳ سیتریکس یک محصول تحت DOS به نام Netware Access Server را از شرکت Novell خرید. این محصول برای دسترسی راه دور به برنامه‌ها تهیه شده بود و برنامه‌ها و دسکتاپ را در اختیار کاربران قرار می‌داد. در واقع این محصول شباهت زیادی به کاری که ترمینال سرویس (ریموت دسکتاپ) مایکروسافت در حال حاضر انجام می‌دهد داشت. سیتریکس روی این محصول کار کرد و آن را با نام WinView به بازار ارائه داد. WinView اولین محصول موفق سیتریکس بود. از آن زمان تاکنون سیتریکس محصولات خود را در طی ۲۵ سال فعالیت خود کامل تر کرده و توانسته‌است محصولات گوناگونی را در زمینه مجازی‌سازی و رایانش ابری به بازار عرضه کند که بی شک XenApp یکی از موفق‌ترین آن هاست. کارمندان شرکت سیتریکس در سال ۲۰۱۲ حدود ۸۰۰۰ نفر و سود آن در سال ۲۰۱۳ نزدیک ۳ میلیارد دلار بوده‌است و در حدود ۱۰۰ میلیون نفر از محصولات آن در جهان استفاده می‌کنند.

## محصولات سیتریکس
سیتریکس نرم‌افزارهایی تولید می‌کند که به هر کسب و کاری اجازه می‌دهد که به صورت ریموت بدون نیاز به شبکه و تجهیزات همکاری کند. مهم‌ترین بخش شرکت، دسکتاپ به عنوان سرویس (DaaS) و نرم‌افزار به عنوان سرویس (SaaS) می‌باشد.
1. دسکتاپ‌ها و نرم‌افزارها: دسته‌ای از نرم‌افزارهای این شرکت دربارهٔ دسکتاپ‌ها و نرم‌افزارها هستند. این ابزارها، امکان دسترسی به دسکتاپ‌های ویندوز و نرم‌افزارها را به صورت مستقل و بدون توجه به تجهیزات فراهم می‌کند. Citrix XenApp، عملیات مجازی کردن نرم‌افزارها و Citrix XenDesktop, VDI-in-a-box و XenClient همگی عملیات مجازی‌سازی دسکتاپ‌ها را انجام می‌دهند. DesktopPlayer برای مک، امکان دسترسی آنلاین و آفلاین به دسکتاپ‌های ویندوزی از روی مک را فراهم می‌کند.
2. دسکتاپ به عنوان سرویس (DaaS): این تکنولوژی، باعث شد که Providerها بتوانند سرویس دسکتاپ و نرم‌افزارهای کسب و کاری را به مشتریان خود ارائه دهند. این محصولات شامل work mobile apps برای ایمیل امن و مرورگر و اشتراک مستندات و محصول Citrix Workspace برای فضاهای کاری سیار است.
3. شبکه و ابر: محصولات سیتریکس در زمینه شبکه و ابر شامل: - Citrix Xenserver - مجازی‌سازی سرور - Netscaler - Software-Defined WAN - ADC - GW - AppFirewall web application
4. نرم‌افزار به عنوان سرویس (SaaS): این نرم‌افزارها روی همکاری و ارتباطات در کسب و کار تمرکز دارند. شامل Podio، سرویس ابری همکاری و OpenVoice که کنفرانس صوتی ارائه می‌کند.